# José Gabriel Calderón Contreras

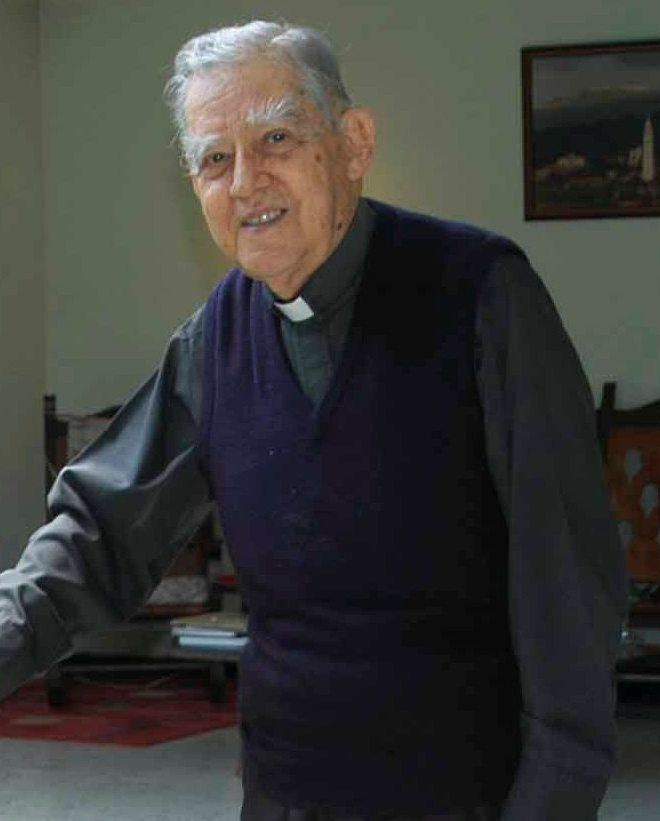
José Gabriel Calderón Contreras (2003)

José Gabriel Calderón Contreras (* 15. Juli 1919 in Bogotá; † 15. März 2006 in Cartago, Valle del Cauca) war ein kolumbianischer römisch-katholischer Priester und rund 33 Jahre lang Bischof von Cartago.

## Leben
Nach dem Besuch eines Priesterseminars empfing Calderón Contreras am 8. November 1942 die Priesterweihe und war danach mehrere Jahre als Priester in Bogotá tätig.
Am 18. Dezember 1958 wurde er zum Weihbischof im Erzbistum Bogotá bestellt sowie zugleich zum Titularbischof von Victoriana ernannt. Wenige Wochen später erfolgte am 6. Januar 1959 seine Bischofsweihe durch den Kardinalpriester von Santa Maria in Vallicella, Paolo Kardinal Giobbe; Mitkonsekratoren waren Antonio Samorè, damaliger Sekretär für außerordentliche Aufgaben der Kirche, und Giuseppe Ferretto, Sekretär des Kardinalskollegiums.
Am 26. April 1962 wurde er zum ersten Bischof von Cartago ernannt und bekleidete dieses Amt annähernd 33 Jahre bis zu seinem Rücktritt am 19. April 1995.
Calderón Contreras, der als Konzilsvater an allen vier Sitzungsperioden des Zweiten Vatikanischen Konzils vom 11. Oktober 1962 bis zum 8. Dezember 1965 teilnahm, wirkte an mehreren Bischofsweihen mit, und zwar unter anderem für Víctor Manuel López Forero (1977), Hernán Giraldo Jaramillo (1984) und Alfonso Cabezas Aristizábal (1988).
Nach seinem Rücktritt wurde Luis Madrid Merlano neuer Bischof von Cartago.